# Vlagyimir Mitrofanovics Puriskevics
Vlagyimir Mitrofanovics Puriskevics (orosz: Влади́мир Митрофа́нович Пуришке́вич; Kisinyov, 1870. augusztus 24. – Novorosszijszk, 1920. február 1.) orosz szélsőjobboldali politikus volt a cári Oroszországban. A feketeszázak mozgalmának fő ideológusa volt.
Monarchista, ultranacionalista, antiszemita és antikommunista nézeteiről volt ismert. 1905-ben az egyik alapítója volt az Orosz Nép Szövetsége (Союз русского народа) reakciós nacionalista pártnak, amely az orosz forradalom előtt tevékenykedett, és a zsidók és baloldaliak elleni erőszakos támadásairól volt ismert.
A földbirtokos és kormánytisztviselő Puriskevics a második, harmadik és negyedik Állami Duma (parlament) képviselőjeként is szolgált, Besszarábia és Kurszk tartományban. A Dumában antiszemita beszédet mondott és gyorsan a szélsőjobboldali reakciósok vezetőjévé nőtte ki magát; egy ponton azt mondva: „Tőlem jobbra már csak a fal van”.
Az I. világháború alatt kritizálta a kormány teljesítményét, valamint Alexandra cárné és Raszputyin befolyását. 1916 végén részt vett Raszputyin meggyilkolásában.